# Санко-Мару
Санко-Мару (Sanko Maru) — транспортне судно, яке під час Другої світової війни взяло участь у операціях японських збройних сил в архіпелазі Бісмарка.

## Передвоєнна історія
Санко-Мару спорудили в 1939 році на верфі Osaka Iron Works у Сакураджимі на замовлення компанії Dairen Kisen із Дайрену (наразі Ділянь у Маньчжурії).
3 грудня 1940-го його реквізували для потреб Імперського флоту Японії, та призначили для використання як судно доставки вугілля та нафтопродуктів, необхідних під час операцій флоту.
Протягом 1941 року, окрім рейсів до різних портів Японського архіпелагу, Санко-Мару відвідало Сайпан (Маріанські острови), Палау (західні Каролінські острови), Трук і Понапе (східні Каролінські острови).

## Рейси у грудні 1941— травні 1942
Наприкінці грудня 1941-го Санко-Мару, на яке тимчасово поклали завдання з доставки персоналу та воєнних припасів, розвантажилось на атолі Трук, де ще до війни була створена потужна база японських ВМФ (саме звідси до лютого 1944-го провадитимуться найважливіші операції у південно-східному секторі фронту). На зворотному шляху судно прийняло вантаж фосфоритів на Сайпані і 21 січня 1942-го прибуло до Японії, після чого повернулось до своєї функції з доставки палива.
7—17 лютого 1942-го Санко-Мару витратило на перехід з Йокосуки до Рабаулу на острові Нова Британія (архіпелаг Бісмарка). Це захоплене в кінці січні поселення перетворили на головну передову базу, з якої безпосередньо провадились наступні операції на сході Нової Гвінеї та Соломонових островах. Санко-Мару залишалось у Рабаулі до кінця березня, провадячи тут бункерування кораблів флоту, а 16 квітня повернулось до Йокосуки.
5 травня 1942-го судно вийшло в черговий рейс до південно-східного сектору і 17 травня прибуло на Трук. 22 червня Санко-Мару під ескортом переобладнаного легкого крейсера Ноширо-Мару вирушило далі, проте наприкінці того ж дня було поцілене торпедою з підводного човна Tautog і дістало важкі пошкодження. Невдовзі після опівдня 23 травня Санко-Мару вдалось повернутись на Трук, де воно кілька місяців проходило ремонт.
Відомо, що 8—19 жовтня 1943-го «Санко-Мару» пройшло з Труку до Токійської затоки в конвої № 4008.

## Останній рейс до Рабаулу
25 січня 1944-го Санко-Мару вирушило з Моджі у складі конвою O-510 та 5 лютого прибуло до Палау. 12 лютого воно рушило далі до Рабаулу разом з конвоєм SO-903, при цьому Санко-Мару буксирувало міні-субмарину HA-52 (прибула до Палау з тим же конвоєм O-510, проте тоді її вело на буксирі Кізугава-Мару).
За 2 тисячі кілометрів від Палау, в районі острова Муссау, Санко-Мару відокремилось від конвою та під охороною мисливця за підводними човнами CH-39 попрямувало до Кавієнгу — другої за важливістю японської бази в архіпелазі Бісмарка, розташованої на острові Нова Ірландія. Відстань між Муссау та Кавієнгом становить менш ніж дві сотні кілометрів, проте цей короткий перехід став фатальним для Санко-Мару. 16 лютого поблизу острова Новий Ганновер (пів сотні кілометрів від Кавієнгу) міні-конвой атакували бомбардувальники B-25 «Мітчелл» зі складу 500-ї бомбардувальної ескадрильї 345-ї бомбардувальної групи, які потопили Санко-Мару, при цьому загинуло 14 членів екіпажу. CH-39 дістав пошкодження й викинувся на риф, де був у другій половині того ж дня добитий B-25 із 499-ї бомбардувальної ескадрильї тієї ж групи. Останні також заявили про потоплення міні-субмарини, проте 17 лютого черговий патруль 500-ї ескадрильї знайшов HA-52 на поверхні та нарешті потопив її (у післявоєнні часи дайвери виявили її на дні за пів сотні метрів від Санко-Мару).